# Chymomyza rufa
Chymomyza rufa är en tvåvingeart som beskrevs av Toyohi Okada 1981. Chymomyza rufa ingår i släktet Chymomyza och familjen daggflugor. Inga underarter finns listade i Catalogue of Life.